# Patiyali
Patiyali es un pueblo y nagar Panchayat situado en el distrito de Kanshiram Nagar en el estado de Uttar Pradesh (India). Su población es de 14366 habitantes (2011). 

## Demografía
Según el censo de 2011 la población de Patiyali era de 14366 habitantes, de los cuales 7598 eran hombres y 6768 eran mujeres. Patiyali tiene una tasa media de alfabetización del 57,92%, inferior a la media estatal del 67,68%: la alfabetización masculina es del 64,69%, y la alfabetización femenina del 50,33%.